# Pavel Kořínek
Pavel Kořínek (* 22. září 1980 Kopřivnice) je český horolezec. Vystoupil například na hory Štít Korženěvské, Pik Lenina a Chan Tengri. Dne 7. října 2017 stanul jako vůbec první Čech na vrcholu tibetské sedmitisícovky Miňa Gangkar (Miňa Konka). V červenci 2018 vystoupil spolu s dalšími horolezci, mezi nimiž byli například Pavel Bém, Lukáš Dubský a Radoslav Groh, na osmitisícovku Nanga Parbat. Vrcholu dosáhli Kinshoferovou cestou. Již v roce 2012 se pokoušel dostat na její vrchol, avšak dosáhl pouze výšky 7100 metrů.